# Ordini di grandezza (numeri)
Questa lista confronta i vari ordini di grandezza dei numeri positivi includendo i numeri dei gruppi adimensionali e le probabilità.

## Inferiori a 10−36
- Statistica: 10−78 è la probabilità di ottenere 600 lanciando contemporaneamente 100 dadi ideali.

## 10−36
0,000 000 000 000 000 000 000 000 000 000 000 001

## 10−33
0,000 000 000 000 000 000 000 000 000 000 001
- Fisica: 9,109 382 6 × 10−31 kg è la massa dell'elettrone

## 10−30
0,000 000 000 000 000 000 000 000 000 001

## 10−27
0,000 000 000 000 000 000 000 000 001
- Fisica: da ≈ 1,67 × 10−27 a 4,52 × 10−25 kg le possibili dimensioni della massa di un atomo

- Fisica: 1,672 623 1 × 10−27 kg è la massa del protone

- Fisica: 1,674 927 29 × 10−27 kg è la massa del neutrone

## 10−24
0,000 000 000 000 000 000 000 001; Quadrilionesimo)
ISO: yocto — y

## 10−21
0,000 000 000 000 000 000 001; Triliardesimo)
ISO: zepto — z

## 10−18
0,000 000 000 000 000 001; Trilionesimo)
ISO: atto — a

## 10−15
0,000 000 000 000 001; Biliardesimo)
ISO: femto — f

## 10−12
0,000 000 000 001; Bilionesimo)
ISO: pico — p
- Matematica: 10−12 sono le possibilità di ottenere 40 volte di seguito la stessa faccia lanciando una moneta ideale.

## 10−9
(0,000 000 001; Miliardesimo)
ISO: nano — n
- Statistica: 622 614 630 a 1 sono le probabilità di fare 6 al Superenalotto in una giocata unica.
- Statistica: 2,27×10−8 (0,0000000227) o 43 949 268 a 1 sono le probabilità di fare una cinquina secca al gioco del Lotto
- Statistica: 8 789 854 a 1 sono le probabilità di fare 5 al Superenalotto in una giocata unica.

## 10−6
(0,000 001; Milionesimo)
ISO: micro — µ
- Statistica: 1,5×10−6 o 649 739 a 1 sono le probabilità nel gioco del poker di avere nella prima mano una scala reale servita.
- Statistica: 170 346 a 1 sono le probabilità di fare 4 al SuperEnalotto in una giocata unica.
- Statistica: 5 874 a 1 sono le probabilità di fare 3 al SuperEnalotto in una giocata unica.

## 10−3
(0,001; Millesimo)
ISO: milli — m
- Statistica: 1,4×10−3 o 693 a 1 è la probabilità che venga servito un full al poker americano (con 28 carte).
- Statistica: 1,9×10−3 o 508 a 1 è la probabilità che venga servita una scala al poker americano.
- Fisica: α = 0,007297352533(27) è il valore della costante di struttura fine.

## 10−2
(0,01; Centesimo)
ISO: centi — c
- Medicina: l'1,2% di tutti gli esseri umani di età compresa tra i 15 e i 49 anni hanno contratto l'HIV alla fine del 2001.
- Statistica: ≈ 0,0263 o 38 a 1 sono le probabilità di vincere alla roulette americana puntando su un solo numero (en plein).
- Statistica: 0,027 periodico o 37 a 1 sono le probabilità di vincere alla roulette francese puntando su un solo numero (en plein).
- Statistica: 0,048 o 20 a 1 sono le probabilità nel gioco del poker di avere nella prima mano una doppia coppia servita.
- Statistica: 0,0568 sono le probabilità di vincere scommettendo su uno solo dei 90 numeri del gioco del Lotto (ambata).

## 10−1
(0,1; Decimo)
ISO: deci — d
- Statistica: ≈0,166 (o 6 a 1) sono le probabilità di indovinare il risultato di un lancio di un dado a 6 (sei facce) ideale.
- Statistica: ≈0,473 (o 38 a 18) sono le probabilità di vincere alla roulette americana puntando sul rosso o sul nero
- Statistica: 0,486 periodico (o 37 a 18) sono le probabilità di vincere alla roulette francese puntando sul rosso o sul nero
- Statistica: 0,5 (50%) sono le probabilità di indovinare la faccia che uscirà lanciando una moneta ideale.

## 100
(1; Uno)
- Matematica: ≈1,6180339887 è la sezione aurea.
- Matematica: e ≈2,718281828459 è la base del logaritmo naturale.
- Matematica: π ≈3,14159265358979 è il rapporto tra la circonferenza e il suo diametro.
- Astronomia: 8 sono i pianeti tradizionali del sistema solare.

## 101
(10; Dieci)
ISO: deca — da
- Biologia: 10 sono le dita in un paio di mani umane
- Geografia: 20 sono le regioni italiane
- Sport: 22 sono i giocatori in una partita di calcio
- Linguaggio: 26 sono le lettere nell'alfabeto latino
- Geografia: 28 sono le nazioni dell'Unione europea al 2016.

## 102
(100; Cento)
ISO: etto — h
- Informatica: 128 sono i caratteri nel codice ASCII.
- Geografia: 193 sono gli Stati membri nelle Nazioni Unite al 2016.
- Politica: 200 sono i senatori nella Repubblica Italiana
- Informatica: 256 sono i colori massimi supportati da un'immagine GIF (o a 8 bit).

## 103
(1 000; Mille)
ISO: kilo — k
- Linguaggio: tra le 2000 e le 3000 sono le lettere che mediamente compongono una pagina di un libro.
- Biologia: 5000 coppie di basi formano il DNA dei virus.

## 104
(10 000; Diecimila o myriad)
- Biologia: 10 000 sono mediamente le connessioni che ogni singolo neurone nel cervello umano stabilisce con gli altri.
- Linguaggio: sono tra i 20 000 e i 40 000 caratteri cinesi diversi a seconda del modo che si sceglie di adottare per distinguerli.
- Biologia: tra i 30 000 e i 40 000 si stima siano i geni che ogni essere umano porta nel proprio DNA.

## 105
(100 000; Centomila o lakh)
- Biologia: tra i 100 000 e i 150 000 sono mediamente i capelli che un essere umano ha sulla propria testa.
- Letteratura: 267 000 sono le parole contenute nell'Ulisse di James Joyce.
- Linguaggio: 350 000 sono i termini inglesi presenti nell'New Oxford Dictionary of English.
- Matematica: 365 596 sono le possibili soluzioni della versione 14 × 14 del problema delle otto regine.
- Letteratura: 564 000 circa sono le parole che compongono il romanzo Guerra e pace.

## 106
(1 000 000; Milione)
ISO: mega — M
- Informatica: 1 750 000 sono gli inserimenti effettuati nel Freedb database al giugno 2005.
- Wikipedia: 1 907 957 è il numero di articoli attualmente su Wikipedia in italiano.
- Biologia: 1 800 000 si stima sia il numero di diverse specie animali e vegetali fino ad oggi scoperte e catalogate. I dati sono del 2003. La cifra è molto approssimativa perché non esiste un elenco riconosciuto a livello mondiale.
- India: 10 000 000 il nome di il numero e crore
- Informatica: 42 000 000 secondo Netcraft sono i singoli siti web a luglio 2003.
- Cultura: 154 000 000 sono i volumi di cui è composta la Biblioteca del Congresso americano.
- Biologia: tra i 2 milioni e i 100 milioni si ritiene che siano le diverse specie animali e vegetali presenti sul pianeta Terra. L'ampio range è dovuto ai differenti approcci su cui si basa il calcolo fatto nel 2003.
- Cultura: 150 000 000 sono i volumi da cui è formata la Biblioteca Nazionale Britannica.
- Sociologia: 239 111 000 si stima siano gli atei nel mondo al 2001.
- Matematica: 275 305 224 è un numero di un quadrato magico 5x5 (senza tenere conto delle rotazioni e riflessioni).
- Linguaggio: 402 000 000 sono le persone nel mondo che hanno come lingua madre l'inglese.
- Informatica: tra i 500 milioni e i 600 milioni si stima siano gli utenti di internet in tutto il mondo al 2004.
- Sociologia: 900 000 000 sono le persone nel mondo che non sanno né leggere né scrivere.
- Astronomia: 998 402 801 sono i diversi corpi celesti catalogati nella Guide Star Catalog II.

## 109
(1 000 000 000; Miliardo)
ISO: giga — G
- Linguaggio: le due lingue più diffuse sulla Terra, ossia il cinese e l'inglese, secondo i dati 2001 dell'Linguasphere observatory, sono parlate da circa 1 miliardo di persone ciascuna.
- Geografia: 1 065 000 000 sono gli abitanti dell'India al 2003.
- Geografia: 1 300 000 000 sono gli abitanti della Repubblica Popolare Cinese al 2004.
- Sociologia: 1 400 000 000 si stima che siano le persone che nel mondo guadagnano meno di 2 dollari USA al giorno al 2004.
- Informatica: 2 147 483 647 (cioè 231−1) è il numero più grande che può essere espresso in complemento a due usando 32 bit ed è quindi il numero più grande che può essere utilizzato da processori a 32 bit come l'Intel Pentium nell'aritmetica con segno.
- Biologia: 3 000 000 000 sono circa le coppie di basi che formano il genoma umano.
- Informatica: 4 294 967 296 è il numero totale di possibili combinazioni di colore nella codifica CMYK usando 8 bit per ogni componente di colore.
- Geografia: 6 378 000 000 è la stima della popolazione mondiale calcolata nell'anno 2004.
- Informatica: 8 miliardi sono approssimativamente le pagine web che Google ha indicizzato fino al 2004.
- Informatica: 4 294 967 296 (cioè 232) è il numero di combinazioni che possono essere espresse usando 32 bit, ed è il numero di bytes indipendenti che un processore a 32 bit come l'Intel Pentium può indicizzare (questo numero è chiamato anche limite dei 4 gigabytes).
- Astronomia: tra le 1010 e le 8×1010 si stima siano le galassie presenti nell'universo osservabile al 2003
- Biologia: 1010 di batteri si stima siano presenti mediamente nella cavità orale umana. Archiviato il 27 maggio 2012 in Internet Archive.
- Biologia: 1011 sono approssimativamente i neuroni nel cervello umano.
- Astronomia: 4 × 1011 sono approssimativamente le stelle nella Via Lattea.

## 1012
(1 000 000 000 000; Bilione)
ISO: tera — T
- Biologia: 1012 sono mediamente i batteri presenti sulla superficie del corpo umano. Archiviato il 27 maggio 2012 in Internet Archive.
- Matematica: 1 241 100 000 000 sono le cifre conosciute del Pi greco al 2002.
- Medicina: tra i 10 bilioni e 100 bilioni si ritiene che siano le informazioni che il cervello umano è in grado di immagazzinare
- Medicina: 1014 è il numero di cellule di cui è composto un corpo umano di peso medio.

## 1015
(1 000 000 000 000 000; Biliardo)
ISO: peta — P
- Biologia: 1015 sono i batteri che mediamente ospita il corpo umano. Archiviato il 27 maggio 2012 in Internet Archive.

## 1018
(1 000 000 000 000 000 000; Trilione)
ISO: exa — E
- Biologia: 1018 è il numero totale della popolazione di insetti presenti sulla Terra.
- Matematica: 4,3×1019 sono le differenti posizioni che può assumere un cubo di Rubik.

## 1021
(1 000 000 000 000 000 000 000; Triliardo)
ISO: zetta — Z
- Informatica: 9.44 × 1021 è il limite dimensionale espresso in byte della partizione più grande gestibile dal sistema GUID Partition Table
- Astronomia: 70 × 1021 (70 triliardi) sono le stelle visibili dalla Terra attraverso un telescopio. La stima è stata fatta da un gruppo di astronomi australiani.
- Astronomia: 7×1022 è il numero, basato su una stima molto approssimativa, di stelle che si pensa siano presenti nell'universo osservabile.
- Geografia: 1023 è il numero dei granelli di sabbia che si stima siano contenuti su tutte le spiagge del mondo. Archiviato il 18 dicembre 2005 in Internet Archive.
- Chimica: ≈6,022×1023 è il numero di molecole in una mole di una qualunque sostanza. È noto anche come il numero di Avogadro.
- Energia: circa 5,016×1020 J è il fabbisogno annuo energetico mondiale di energia primaria.

## 1024
(1 000 000 000 000 000 000 000 000; Quadrilione)
ISO: yotta — Y
- Medicina: 1 quadrilione è il numero totale di connessioni sinaptiche presenti nel cervello umano.

## 1027
(1 000 000 000 000 000 000 000 000 000; Quadriliardo)
- Biologia: 7×1027 sono gli atomi di cui è composto un corpo umano di peso medio.

## 1030
(1 000 000 000 000 000 000 000 000 000 000; Quintilione)
- Astronomia: 2×1030 è la massa stimata del nostro Sole espressa in chilogrammi.

## 1033
(1 000 000 000 000 000 000 000 000 000 000 000; Quintiliardo)

## 1036
(1 000 000 000 000 000 000 000 000 000 000 000 000; Sistilione)

## 1039
(1 000 000 000 000 000 000 000 000 000 000 000 000 000; Sistiliardo)

## Superiori a 1039
- Fisica: 1040 è circa il rapporto tra forza di Coulomb e forza gravitazionale entrambe agenti tra protone ed elettrone.
- Matematica: 1040 è circa il numero di Eddington-Dirac.
- Scacchi: fra 1043 e 1050 sono il numero stimato di posizioni legalmente ammesse nel gioco degli Scacchi.
- Geografia: 1047 sono in media le molecole di acqua sulla Terra
- Geografia: 1050 sono approssimativamente gli atomi di cui è composta la Terra.
- Astronomia: tra i 1080 e i 1085 sono secondo varie stime gli atomi di cui è composto l'universo osservabile. Il dibattito sulla validità di queste cifre è ancora aperto.
- Matematica: 10100 è il numero chiamato Googol.
- Matematica: 10123 è la dimensione dell'albero delle mosse nel gioco degli Scacchi.
- Cultura: 100140 nella tradizione buddista questo numero viene chiamato Asankhyeya che letteralmente significa innumerevole.
- Matematica: circa 4,63 × 10170 sono le diverse posizioni possibili nel gioco Go.
- Matematica: 10365 è la dimensione dell'albero delle mosse nel gioco Go.
- Letteratura: 29 x 10650 è il numero di libri contenuti nella biblioteca di Babele nell'omonimo racconto di Jorge Luis Borges.
- Matematica: 107 816 229 è l'ordine di grandezza del più grande numero primo scoperto al febbraio 2005. Il valore esatto di questo primo è 225 964 951 − 1.
- Matematica: 1080 000 000 000 000 000 è il più grande numero proposto da Archimede nell'Arenario.
- Matematica: 10googol ({\displaystyle 10^{10^{100}}}) è il numero chiamato Googolplex.
- Matematica: {\displaystyle 10^{\,\!10^{10^{34}}}} è il primo numero di Skewes.
- Matematica: {\displaystyle 10^{\,\!10^{10^{1000}}}} è il secondo numero di Skewes.

Nota: Per interpretare correttamente le ultime righe occorre ricordare che l'operazione di elevamento a potenza deve essere effettuata da destra a sinistra ad esempio:
{\displaystyle 10^{\,\!10^{100}}} significa {\displaystyle 10^{\,\!(10^{100})}}